# Wakabunga
Wakabunga je vymřelý jazyk, kterým mluvilo austrálský (aboridžinský) národ Wakabungů. Jazykem se mluvilo v Austrálii, konkrétně v severozápadním Queenslandu, na jižním pobřeží Carpentarského zálivu.
O jazyce není téměř není známo, není tedy zařazen do žádné jazykové rodiny, jedná se o neklasifikovaný jazyk. Existuje teorie, že byl součástí mayabických jazyků, což je součást pama-nyunganské jazykové rodiny.